# Штурмова бригада СС «Рейхсфюрер-СС»
Штурмова бригада СС «Рейхсфюрер-СС» (нім. Sturmbrigade SS "Reichsführer-SS") — німецьке військове формування, штурмова бригада у складі військ Ваффен-СС, що брала участь у бойових діях на Середземноморському театрі воєнних дій під час Другої світової війни.

## Історія
Після початку російської кампанії 30 червня 1941 року з 1-го батальйону 14-го піхотного полку СС був створений батальйон супроводження Рейхсфюрера-СС. Батальйон входив до складу командного штабу Рейхсфюрера-СС і в 1941-1942 роках брав участь в різних антипартизанських акціях. У грудні 1942 року в складі батальйону налічувалося 823 особи, і він продовжував перебувати в тилу діючої армії. Функцію безпосереднього супроводу Гіммлера в цей час виконували спеціально відібрані службовці військ СС і чини зенітного підрозділу командного штабу.
У лютому 1943 року батальйон був розгорнутий в штурмову бригаду «Рейхсфюрер-СС». Необхідну кількість людей було зібрано шляхом переведення кількох тисяч чоловік із дивізії СС «Тотенкопф». Замість колишнього батальйону Гіммлером був створений новий, який на відміну від попереднього постійно супроводжував Рейхсфюрера-СС.
У червні 1943 року бригада була передислокована на Корсику. Протягом літа бригада «Рейхсфюрер-СС», перебуваючи на Корсиці, підвищувала рівень своєї бойової підготовки. В цей же час планувалася участь однієї роти бригади в операції зі звільнення Беніто Муссоліні. В середині вересня 1943 року бригада була виведена з Корсики і відправлена в район Любляни. У жовтні 1943 року вона почала переформовуватися в дивізію СС.

## Командири
- Оберштурмбаннфюрер СС Карл Ґезеле (лютий — жовтень 1943)

## Склад
- 1-й гренадерський батальйон СС
- 2-й гренадерський батальйон СС
- Протитанковий дивізіон СС
- Дивізіон штурмових гармат СС
- Зенітний дивізіон СС